# Snakov
Snakov é um município da Eslováquia, situado no distrito de Bardejov, na região de Prešov. Tem 12,14 km² de área e sua população em 2018 foi estimada em 681 habitantes.

## Demografia
| Ano:        | 1994 | 2004   | 2014   | 2024   |
| ----------- | ---- | ------ | ------ | ------ |
| Broj ljudi: | 600  | 655    | 686    | 654    |
| Razlika:    |      | +9,16% | +4,73% | -4,66% |

| Ano:               | 2023 | 2024   |
| ------------------ | ---- | ------ |
| Número de pessoas: | 655  | 654    |
| Diferença:         |      | -0,15% |